# Andrés de Segurola
Andres Perelló de Segurola (Valencia, 27 marzo 1874 – Barcellona, 23 gennaio 1953) è stato un basso spagnolo.

## Biografia
Nacque il 27 marzo 1874 a Valencia, in Spagna.
Fu membro della Metropolitan Opera Company tra il 1901 e il 1920 e in seguito apparve in molti film. È apparso nei panni di se stesso nella commedia romantica del 1928 Il fidanzato di cartone.
Verso la fine della sua carriera al Metropolitan Opera, De Segurola divenne anche un impresario. Nel 1916 presentò una stagione lirica di quattro settimane al Grand National Theatre de L'Avana, dove la sua compagnia comprendeva Geraldine Farrar e Pasquale Amato.
Dopo il suo ritiro dalle scene ha insegnato canto. Tra i suoi numerosi allievi c'era Deanna Durbin.
Sposò la signora John Bidlake nel 1936.
Muore il 23 gennaio 1953 a Barcellona, Spagna.

## Ruoli creati
- Jake Wallace in La fanciulla del West (Giacomo Puccini), Metropolitan Opera, 10 dicembre 1910
- Didier in Madeleine (Victor Herbert), Metropolitan Opera, 24 gennaio 1914
- Fouché in Madame Sans-Gêne (Umberto Giordano), Metropolitan Opera, 25 gennaio 1915
- Ser Amantio di Nicolao in Gianni Schicchi (Giacomo Puccini), Metropolitan Opera, 14 dicembre 1918

## Filmografia parziale
- The Flaming Omen (1917)
- Gli amori di Sonia (1927)
- Bringing Up Father (1928)
- Glorious Betsy (1928)
- Il fidanzato di cartone (1928)
- The Red Dance (1928)
- My Man (1928)
- The Diplomats (1929 short)
- Il generale Crack (1929)
- Mamba (1930)
- La Voluntad del muerto (1930)
- We're Rich Again (1934)
- Una notte d'amore (1934)
- Public Opinion (1935)
- Castillos en el aire  (1938)